# تيليشت آيت واعلو (سيدي عياد)
تيليشت آيت واعلو هي إحدى مشيخات المملكة المغربية، تتبع جغرافيا لإقليم ميدلت وإداريًا لسيدي عياد. يقدر عدد سكانها بـ 2859 نسمة حسب الإحصاء الرسمي للسكان والسكنى لسنة 2004.